# Liga de Esmalcalda
La Liga de Esmalcalda o Liga de Smalkalda fue una liga de príncipes y ciudades protestantes del Sacro Imperio Romano Germánico que existió entre 1531 y 1547 para defender sus privilegios y luchar contra el emperador y rey Carlos V, defensor del catolicismo frente a la Reforma luterana. Toma su nombre de la ciudad de Esmalcalda (Schmalkalden) en Turingia (Alemania).
La liga fue creada por Felipe I de Hesse, Juan Federico I de Sajonia en Esmalcalda en 1531, a la que se sumaron los territorios de Anhalt, Bremen, Brunswick-Luneburgo, Magdeburgo, Mansfeld, Estrasburgo y Ulm. A los miembros originales se les añadieron Constanza, Reutlingen, Memmingen, Lindau, Biberach an der Risb, Isny im Allgäu y Lubeca. Se destinaron 10 000 infantes y 2000 caballeros con fines defensivos. En 1532 se alió con Francia y en 1538 con Dinamarca.
Aunque la Liga no declaró la guerra al emperador de forma directa, su apoyo y seguimiento de la Reforma luterana y las confiscaciones de tierras a la Iglesia y las expulsiones de obispos y príncipes católicos hicieron que Carlos V decidiera enfrentarse a la Liga.
Participaron 16 000 alemanes  y neerlandeses, 10 000 italianos y 8000 españoles. Fue prácticamente una guerra civil en el Sacro Imperio entre católicos y protestantes, en la que participaron soldados italianos y españoles a favor de los alemanes católicos.

## La Guerra de Esmalcalda y la Paz de Augsburgo
En 1544, Carlos V acuerda la paz con Francia y ésta pasa a aliarse con el emperador, que junto al papa Pablo III empezaron a acumular tropas en 1546. Los distintos príncipes integrantes de la Liga tuvieron serias disputas entre ellos, lo que facilitó la campaña para la coalición católica. Las tropas de Carlos V derrotaron a las de la Liga en la batalla de Mühlberg el 24 de abril de 1547, produciéndose la capitulación de Wittenberg. Sin embargo, los príncipes luteranos continuaron la lucha, creando nuevas alianzas con Francia en 1552 contra el emperador, hasta la Paz de Augsburgo en 1555.